# Hilario Sánchez
Hilario Sánchez Rodríguez (San Juan, 1 de abril de 1925 - San Juan, 29 de mayo de 1987) fue un ingeniero argentino que se desempeñó en la posición de arquero en San Martín De San Juan, para luego ser presidente de este club durante las décadas del '70 y '80. 
Debido a su gran contribución con el club, el Estadio de San Martín lleva su nombre en la actualidad.

## Historia
Entre las obras más importantes que hizo por el club figuran la iluminación del campo de juego, la adquisición de nuevos terrenos para agrandar el predio del club y la construcción de las tribunas de cemento reemplazando a las de madera. 
Falleció el 29 de mayo de 1987 quedando en el recuerdo de todos los hinchas de la época, y seis meses después, la Comisión Directiva le colocó su nombre al Estadio de San Martín, hasta el año 1995 donde pasó a llamarse "27 de septiembre". Hilario era una persona vinculada al Partido Radical y se cree que fue este el motivo para el cambio de nombre. 
El 16 de febrero de 2006 quedará sellado en la historia del sanjuanino, ya que su estadio volvió a llamarse con el nombre de este dirigente que hizo mucho por la Institución.